# آکادمی فوتبال محمد ششم
آکادمی فوتبال محمد ششم (عربی: أكاديمية محمد السادس لكرة القدم، آوانگاری: ʽakādīmiyya Muḥammad as-sādis l-kurat al-qadam) یک آکادمی فوتبال مستقر در سلا، مراکش است که در سال ۲۰۰۹ توسط پادشاه محمد ششم برای تغییر شکل ورزش ملی در مراکش افتتاح شد.
هدف این آکادمی کمک به تکامل فوتبال در مراکش و کمک به بازیکنان فوتبال برای رسیدن به هدفشان، یعنی بازی در یک لیگ حرفه‌ای است.

## بازیکنان برجسته
- عبدالکبیر ابقار
- عزالدین اوناهی
- حمزه مندیل
- یوسف النصیری
- نایف اکرد